# Gigan
Gigan (ガイガン?, Gaigan) è un kaijū (mostro misterioso) della serie di Godzilla e Zone Fighter che fece il suo debutto in Godzilla contro i giganti nel 1972. Si tratta di un cyborg extraterrestre fornito d'una sega circolare sull'addome e falci al posto delle mani, rappresentando una personificazione della tecnofobia caratteristica della serie. È considerato fra i nemici di Godzilla più violenti e brutali, essendo il primo a riuscire a far sanguinare il re dei mostri, un fatto che rese la versione italiana del suo film debutto vietato ai minori di 14 anni.
WatchMojo gli assegnò il quarto posto nella sua lista dei dieci miglior nemici di Godzilla, mentre la rivista Complex lo mise in secondo posto del suo elenco dei quindici mostri giapponesi più tosti. IGN gli diede il quinto posto nella sua lista dei 10 miglior mostri del cinema Giapponese.

## Concepimento
Concepito nei primi anni settanta, quando il tono dei film di Godzilla divennero più fantasiosi e i budget per gli effetti speciali furono ridotti, Gigan fu disegnato sia come una promozione per i giocattoli per bambini e come una creatura totalmente aliena, il cui design non avrebbe necessitato la stessa attenzione al dettaglio necessario per i nemici precedenti di Godzilla, che solitamente erano semplici animali mutanti.
Il personaggio fu creato da Kaoru Mabuchi, che scrisse un copione intitolato Godzilla contro i mostri spaziali - l'ordine di difesa terrestre. Il copione conteneva elementi che sarebbero poi apparsi in Godzilla contro i giganti, inclusi un Gigan sotto controllo mentale alleandosi con King Ghidorah, ma il copione conteneva anche Megalon, e la mente dietro le azioni dei mostri era un cervello vivente di nome Miko.
Il primo costume di Gigan fu disegnato da Noboyuki Yasamaru, e fu indossato da Kenpachiro Satsuma, che avrebbe poi raffigurato Godzilla durante la serie Heisei. I due inizialmente non andarono d'accordo, siccome Yasamaru era così concentrato sull'apparenza del mostro che non badava alla sua mobilità, costruendo le falci del personaggio con vetroresina pura, rendendoli troppo pesanti d'alzare. Nel raffigurare Gigan, Satsuma enfatizzò la personalità distruttiva del personaggio. Per la sua apparenza in Zone Fighter, Satsuma non riassunse il ruolo. Il direttore degli effetti speciali Teruyoshi Nakano inizialmente voleva dare a Gigan l'abilità di sparare un raggio dalla fronte, in omaggio all'arte buddhista raffigurando il Buddha con un halo attorno alla testa, ma l'idea fu scartata, siccome Nakano sentì che Gigan era già abbastanza forte. Il raggio fu comunque incluso in vari manifesti di Godzilla contro i giganti e anche nel film Gojira - Final Wars.

## Storia
Gigan fa il suo esordio in Godzilla contro i giganti, dove è, insieme a King Ghidorah, un servo di una razza di scarafaggi provenienti dalla Nebulosa M che intendono soggiogare la Terra per creare un utopia di "pace perfetta". I due vengono cacciati via quando s'imbattono contro Godzilla e Angilas. 
In Ai confini della realtà, Gigan viene mandato di nuovo sulla Terra a richiesta dei Seatopiani per assistere il mostro Megalon nella sua lotta contro Godzilla e Jet Jaguar, ma viene di nuovo sconfitto. Il cyborg appare nel telefilm Zone Fighter come servo degli alieni Garoga, ma viene ucciso dal supereroe omonimo.
Dopo un'assenza di trentun anni, il personaggio ritorna in Gojira - Final Wars, dove viene raffigurato come un antico nemico di Mothra. Il suo corpo mummificato viene rinvenuto in Hokkaidō, e si riattiva quando gli alieni Xiliani gli comandano di uccidere Godzilla nell'Antartide. Gigan viene decapitato dal raggio atomico di Godzilla, ma viene aggiustato e modificato con delle motoseghe sulle braccia. Si allea col Mostro-X nella lotta finale contro Godzilla e Mothra, riuscendo a incenerire l'ultima, ma trova la sua fine quando la Mothra morente lo fa esplodere con un attacco kamikaze.

## Filmografia
- Godzilla contro i giganti (1972)
- Ai confini della realtà (1973)
- Gojira - Final Wars (2004)
- Godzilla vs Gigan Rex (2021)